# Nyctemera paradelpha
Nyctemera paradelpha är en fjärilsart som beskrevs av Swinhoe 1917. Nyctemera paradelpha ingår i släktet Nyctemera och familjen björnspinnare. Inga underarter finns listade i Catalogue of Life.